# バレーボールカメルーン女子代表
バレーボールカメルーン女子代表（バレーボールカメルーン じょしだいひょう）は、バレーボールの国際大会で編成されるカメルーンの女子バレーボールナショナルチームである。

## 歴史
1964年に国際バレーボール連盟へ加盟。初出場の1985年アフリカ選手権で3位、1999年に準優勝した。オリンピックは2008年1月に行われた北京オリンピックアフリカ予選で敗退した。世界選手権は2002年大会のアフリカ予選で敗退し、2006年世界選手権に初出場を果たしたが1次ラウンドグループ最下位となり21位に終わった。2009年7月に行われた2010年世界選手権アフリカ予選は全敗で敗退し出場権を逃した。
2016年のリオデジャネイロオリンピックアフリカ予選を勝ち抜き、オリンピック初出場を果たした。

## 過去の成績

### オリンピックの成績
- 2008年 - アフリカ予選敗退
- 2012年 - アフリカ予選敗退
- 2016年 - 11位

### 世界選手権の成績
- 2002年 - アフリカ予選敗退
- 2006年 - 21位
- 2010年 - アフリカ予選敗退
- 2014年 - 21位
- 2018年 - 出場予定

### ワールドカップの成績
1973年から2015年まで出場なし
- 2019年 - 12位

### アフリカ選手権の成績
- 1985年 - 3位
- 1991年 - 3位
- 1993年 - 4位
- 1999年 - 準優勝
- 2001年 - 3位
- 2003年 - 3位
- 2005年 - 5位
- 2007年 - 6位
- 2009年 - 3位